# Yacimiento de Mezin
El yacimiento de Mezin o Mezyn (en ucraniano: Мезин) es un yacimiento situado actualmente en Ucrania, que destaca por tener una notable cantidad de hallazgos de artefactos de origen Paleolítico.

## Yacimiento principal
El yacimiento epigravetiense está situado en la orilla del río Desná, en el raión de Nóvgorod-Síverski (óblast de Chernígov), al norte de Ucrania, cerca del pueblo de Mezin.
El yacimiento es conocido principalmente por el hallazgo de un conjunto de pulseras grabadas con marcas que posiblemente representan ciclos lunares del calendario. También se encontró cerca de Mezin el ejemplo más antiguo conocido de una forma similar a una esvástica, como parte de un objeto decorativo que data del año 10000 a. C. Se describió (ver referencias para ilustraciones) como un objeto tallado a partir de un colmillo de mamut (marfil) para parecerse a un «pájaro de la edad de hielo [...] inscrito con esvásticas».
 
El pájaro es entendido como un animal inherentemente chamánico, siendo a menudo un símbolo del alma o del espíritu experimentado en el vuelo (de la muerte).

## Segundo yacimiento

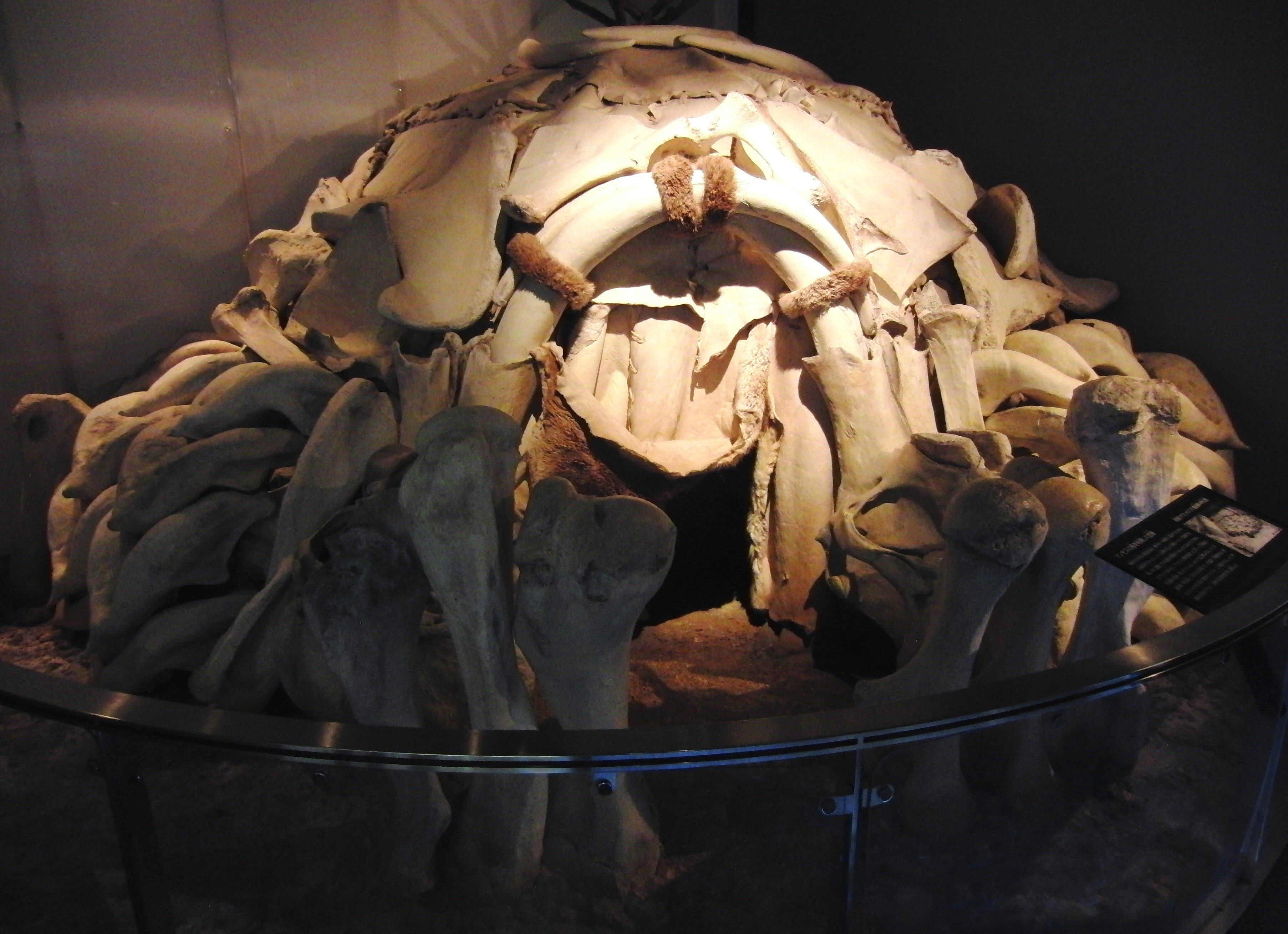
Vivienda hecha con huesos de mamut, reconstrucción.

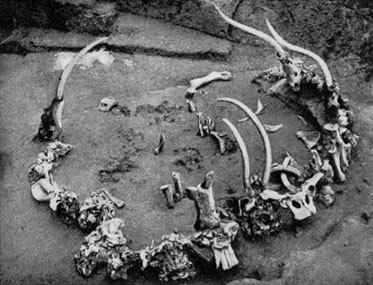
Restos de viviendas hechas con huesos de mamut

El sitio ahora conocido como Mezin 22, en el valle del Dniéper, en Ucrania, fue hallado en 1908. En este sitio, los arqueólogos descubrieron un refugio construido con huesos y piel de mamut, lo que demuestra la importancia del mamut para las culturas nómadas europeas del Holoceno temprano.

## Simbolismo

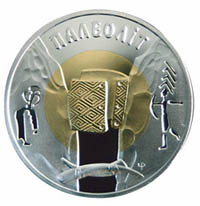
Representación de una pulsera de marfil de mamut grabado de Mezin, en una moneda ucraniana.

En Mezin y otros sitios de Yeliseevici y Timovka, Joseph Campbell comenta:

It is impossible not to feel, when reviewing the material of these mammoth-hunting stations on the loess plains north of the Black and Caspian Seas, that we are in a province fundamentally different in style and mythology from that of the hunters of the great painted caves. The richest center of this more easterly style would appear to have been the area between the Dnieper and Don river systems - at least as far as indicated by the discoveries made up to the present. The art was not, like that of the caves, impressionistic, but geometrically stylized, and the chief figure was not the costumed shaman, at once animal and man, master of the mysteries of the temple-caves, but the perfectly naked, fertile female, standing as guardian of the hearth. And I think it most remarkable that we detect in her surroundings a constellation of motifs that remained closely associated with the goddess in the later epoch of the neolithic and on into the periods of the high civilizations: the meander (as a reference to the labyrinth), the bird (in the dove- cotes of the temples of Aphrodite), the fish (in the fish ponds of the same temples), the sitting animals, and the phallus. Who, furthermore, reading of the figure amid the mammoth skulls, does not think of Artemis as the huntress, the lady of the wild things [...]
Es imposible no sentir, al revisar el material de estas estaciones de caza de mamuts en las llanuras de loess al norte de los mares Negro y Caspio, que estamos en una provincia fundamentalmente diferente en estilo y mitología de la de los cazadores de las grandes cuevas pintadas. El centro más rico de este estilo más oriental parece haber sido el área entre los sistemas de los ríos Dniéper y Don, al menos hasta donde lo indican los descubrimientos hechos hasta el presente. El arte no era, como el de las cavernas, impresionista, sino geométricamente estilizado, y la figura principal no era el chamán disfrazado, a la vez animal y hombre, dueño de los misterios de las cuevas-templos, sino la mujer perfectamente desnuda y fértil, de pie como guardiana del hogar. Y creo que lo más notable es que detectamos en su entorno una constelación de motivos que permanecieron estrechamente asociados a la diosa en la época posterior del Neolítico y en los períodos de las altas civilizaciones: el meandro (como referencia al laberinto), el pájaro (en los palomares de los templos de Afrodita), el pez (en los estanques de los mismos templos), los animales sentados y el falo. ¿Quién, además, leyendo la figura entre los cráneos de mamut, no piensa en Artemisa como la cazadora, la dama de las cosas salvajes?